# Газоредукувальний пункт
Газоредукувальний пункт (рос.газоредуцирующий пункт; англ. gas pressure reduction point (station); нім. Gasreduktionsstelle f) — комплекс пристроїв для зниження тиску газу, який відводиться з трубопроводу або ємності до різних об'єктів, і підтримування його на одному рівні. Г.п. бувають стаціонарні і пересувні.
Основні пристрої Г.п. — редукційний клапан, вентилі (на вході в Г.п.), запобіжний клапан, пиловловлювач (на вході до Г.п.). З допомогою редукційних клапанів здійснюється зниження і підтримування постійного тиску. При зниженні тиску на вході до Г.п. до 6,4 МПа використовують двосідельні клапани, до 1,6 МПа — односідельні, до 1 МПа — триходові, шлангові або діафрагмові. Найбільшого поширення набули перші два типи клапанів. При тиску 6,4 МПа і вище у схемах Г.п. використовують також клапани т. зв. малих витрат (пропускна здатність менше 4 м3/год). В одному і в тому ж корпусі може бути змонтована дросельна пара для різної умовної пропускної здатності. При повному припиненні відбирання газу клапан автоматично закривається. Вентиль і запобіжний клапан установлюють перед редукційним клапаном для забезпечення надійної роботи Г.п. і попередження надходження газу високого тиску до газової мережі або технологічного вузла.
Пиловловлювачі вмикають у схему Г.п. при високих швидкостях проходження газу через сідло редукційного клапана (400—500 м/с) і наявності в газі механічних домішок.
Недолік Г.п. — відсутність точного регулювання тиску газу. Велика точність досягається при застосуванні автоматичних регуляторів газу, які встановлюють на газорозподільчих станціях.